# Pelurga ferrugionascens
Pelurga ferrugionascens är en fjärilsart som beskrevs av Heinrich 1916. Pelurga ferrugionascens ingår i släktet Pelurga och familjen mätare. Inga underarter finns listade i Catalogue of Life.